# NGC 566
NGC 566 is een lensvormig sterrenstelsel in het sterrenbeeld Vissen. Het hemelobject werd op 22 november 1827 ontdekt door de Britse astronoom John Herschel.

## Synoniemen
- PGC 5545
- UGC 1058
- MCG 5-4-62
- ZWG 502.92